# Оллуорти, Дориан
Дориан Оллуорти (англ. Dorian Allworthy) — американская художница-реалист; представитель художественного течения тонализм, специализирующаяся на натюрмортах и пейзажах. Также известна своими гравюрами в технике сухой иглы.

## Биография

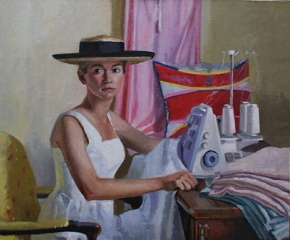
Дориан Оллуорти, Holly O'Toole on the Serger, 1995 год

Родилась в штате Пенсильвания. До 16 лет обучалась в школе. Затем в течение трёх лет училась в Пенсильванской академии изящных искусств у Arthur DeCosta. Была удостоена престижной премии Томаса Икинса. В 19 лет Дориан переехала в Чикаго, желая стать медицинским иллюстратором, но вскоре поняла, что это не её призвание. Год спустя она переехала к своему дяде и приемному отцу в город Gold Coast возле Чикаго, известному художнику-тоналисту Джоэефу Оллуорти, который в собственной студии обучал девушку секретам своего мастерства. После его смерти по завещанию студия перешла Дориан. Впоследствии Оллуорти зарекомендовала себя как художник-пейзажист и автор натюрмортов.
Также занимается гравюрой, используя технику сухая игла. Её работы находятся в частных и государственных коллекциях, включая Чикагский институт искусств.